# Масуджи Ибусе
Масуджи Ибусе (на японски: 井伏 鱒二 Ibuse Masuji) е японски писател, автор на бестселъри в жанровете драма, исторически роман и разказ.

## Биография и творчество
Роден е на 15 февруари 1898 г. в село Камо (сега част от Фукуяма), префектура Хирошима, Чугоку, Япония, в семейство на земевладелци. Завършва елитно частно средно училище във Фукуяма.
На 19 години започва да учи в университета „Васеда“ в Токио. Първоначално изучава поезия и живопис, накрая учи френска филология. В университета е силно повлиян от произведенията на Шекспир и Башо, от френската литература и поезия. През 1918 г. се запознава с писателя натуралист Ивано Хомеи и студента Аоки Нампачи, който му оказва голямо влияние и го вдъхновява да пише. През 1922 г., след смъртта на Аоки, напуска университета и започва да пише за малки списания.
Първото му произведение „Yu Hei“ (Забрана) е публикувано през 1923 г. и е посветено на Аоки. Става известен в страната с книгата си от 1939 г. „Tajinko Mura“, която е високо оценена от критика Кобаяши Хидео.
Произведенията му представят остро сатирично, но не отрицателно и злобно, слабостите на обикновените хора. В творбите си прави много алегории с животни, исторически връзки и приказки за живота в страната, влагайки фино чувство за хумор и специфична ирония.
По време на Втората световна война служи в пропагандни ормирования на японската армия и пътува като военен кореспондент през Тайланд и Малая до Сингапур. В Сингапур изнася лекции по история на японския език и култура. Книгата му „Hana No Machi“ от 1942 г. представя живота на японските пропагандатори в окупирания Сингапур.
Става международно известен с романа си „Черен дъжд“ (1966). В него описва бомбардировката на Хирошима и последствията от нея, използвайки дневниците на оцелелите. За романа е удостоен с най-голямата литературна награда – Ордена за заслуги към културата, и наградата „Нома“. По романа са направени 2 филма, като филмът на режисьора Шохей Имамура е удостоен с награда от фестифала в Кан.
Масуджи Ибусе е почетен гражданин на град Фукуяма и на префектурите Хирошима и Токио. Писателят умира в Токио на 10 юли 1993 г.

## Произведения
- Yu Hei (1923)
- Sanshouo (1929) – сборник разкази
- Sazanami Gunki (1930–1938)
- Shigotobeya (1931)
- Kawa (1931–1932)
- Zuihitsu, (1933)
- Keirokushu (1936)
- Jon Manjiro Hyoryuki, (1937)
- Shukin Ryoko, (1937)
- Sazanami Gunki (1938)
- Tajinko Mura (1939)
- Shigureto Jokei (1941)
- Ibuse Masuji Zuihitsu Zenshu (1941)
- Hana No Machi (1942)
- Chushu Meigetsu (1942)
- Aru Shojo No Senji Nikki (1943)
- Gojinka (1944)
- Wabisuke (1946)
- Magemono (1946)
- Oihagi No Hanashi (1947)
- Ibuse Masuji Senshu (1948)
- Yohai Taicho (1950)
- Kawatsuri (1952)
- Honjitsu Kyushin (1952)
- Ibuse Masuji Sakuhinshu (1953)
- Hyomin Usaburo (1954–1955)
- Nyomin Nanakamado (1955)
- Kanreki No Koi (1957)
- Ekimae Ryokan (1957)
- Nanatsu No Kaidō (1957)
- Chinpindo Shujin (1959)
- Bushu Hachigatajo (1963)
- Mushinjo (1963)
- Ibuse Masuji Zenshu (1964)
- Kuroi Ame (1966)
Черен дъжд, изд.: „Партиздат“, София (1982), прев. Дора Барова
- Gendai Bungaku Taikei (1966)
- Hanseiki (1970)
- Shincho Nihonbungaku (1970)
- Tsuribito (1970)
- Ibuse Masuji Zenshu (1975)
- Choyochu No Koto (1977–1980)
- Ogikubo Fudoki (1981)

## Екранизации
- 1940 Tajinko-mura – по романа
- 1940 Nampû kôkyôkyoku – история
- 1941 Kanzashi – история
- 1941 Hideko no shashô-san – по романа
- 1952 Honjitsu kyûshin – по романа
- 1958 Kigeki ekimae ryokan – по романа
- 1959 Kashima ari – по романа
- 1960 Chinpindô shujin – по романа
- 1983 Kuroi ame: Mei no kekkon – ТВ филм по романа
- 1989 Kuroi ame – реж. Шохей Имамура